# Segundo Gobierno Griñán
El Segundo Gobierno Griñan fue el gobierno de la Junta de Andalucía entre mayo de 2012 y septiembre de 2013. José Antonio Griñán Martínez fue investido presidente de la Junta de Andalucía tras el acuerdo de gobierno alcanzado por el PSOE-A e IULV-CA después la celebración de las elecciones de 2012.

## Historia
Tras la celebración de las elecciones al Parlamento de Andalucía de marzo, en las que el Partido Popular ganó por mayoría simple, se llegó a un acuerdo de gobierno entre el PSOE-A e IULV-CA invistiendo así presidente a José Antonio Griñán el 5 de mayo de 2012. Los consejeros de ambos partidos políticos fueron nombrados el 7 de mayo de 2012.
Tras la dimisión de José Antonio Griñán como Presidente el 7 de septiembre de 2013 y el posterior investidura de Susana Díaz como tal se dio por finalizado el Segundo Gobierno Griñán el 10 de septiembre de 2013 al tomar posesión el nuevo equipo de gobierno.

## Composición
| ← Segundo Gobierno de José Antonio Griñán → 7 de mayo de 2012 - 10 de septiembre de 2013 |                                                                  |  |                                                                           |  |
|                                                                                          | Partido Socialista Obrero Español de Andalucía                   |  |                                                                           |  |
|                                                                                          | Izquierda Unida Los Verdes-Convocatoria por Andalucía            |  |                                                                           |  |
|                                                                                          | Independiente                                                    |  |                                                                           |  |
| Presidente                                                                               | Presidente                                                       |  | José Antonio Griñán Martínez 5 de mayo de 2012-6 de septiembre de 2013    |  |
| Vicepresidente Administración Local y Relaciones Institucionales                         | Vicepresidente Administración Local y Relaciones Institucionales |  | Diego Valderas Sosa 7 de mayo de 2012 -10 de septiembre de 2013           |  |
| Presidencia e Igualdad                                                                   | Presidencia e Igualdad                                           |  | Susana Díaz Pacheco 7 de mayo de 2012-10 de septiembre de 2013            |  |
| Justicia e Interior                                                                      | Justicia e Interior                                              |  | Emilio de Llera Suárez-Bárcena 7 de mayo de 2012-10 de septiembre de 2013 |  |
| Educación                                                                                | Educación                                                        |  | María del Mar Moreno Ruiz 7 de mayo de 2012-10 de septiembre de 2013      |  |
| Economía, Innovación, Ciencia y Empleo                                                   | Economía, Innovación, Ciencia y Empleo                           |  | Antonio Ávila Cano 7 de mayo de 2012-10 de septiembre de 2013             |  |
| Hacienda y Administración Pública                                                        | Hacienda y Administración Pública                                |  | Carmen Martínez Aguayo 7 de mayo de 2012-10 de septiembre de 2013         |  |
| Fomento y Vivienda                                                                       | Fomento y Vivienda                                               |  | Elena Cortés Jiménez 7 de mayo de 2012-10 de septiembre de 2013           |  |
| Agricultura, Pesca y Medio Ambiente                                                      | Agricultura, Pesca y Medio Ambiente                              |  | Luis Planas Puchades 7 de mayo de 2012-10 de septiembre de 2013           |  |
| Salud y Bienestar Social                                                                 | Salud y Bienestar Social                                         |  | María Jesús Montero Cuadrado 7 de mayo de 2012-10 de septiembre de 2013   |  |
| Turismo y Comercio                                                                       | Turismo y Comercio                                               |  | Rafael Rodríguez Bermúdez 7 de mayo de 2012-10 de septiembre de 2013<     |  |
| Cultura y Deporte                                                                        | Cultura y Deporte                                                |  | Luciano Alonso Alonso 7 de mayo de 2012-10 de septiembre de 2013          |  |